# (25377) Rolaberee
(25377) Rolaberee est un astéroïde de la ceinture principale d'astéroïdes.

## Description
(25377) Rolaberee est un astéroïde de la ceinture principale d'astéroïdes. Il fut découvert le 12 octobre 1999 à Socorro (Nouveau-Mexique) par le projet LINEAR. Il présente une orbite caractérisée par un demi-grand axe de 2,31 UA, une excentricité de 0,06 et une inclinaison de 4,5° par rapport à l'écliptique.

## Compléments